# Ястремська Даяна Олександрівна
Даяна Олександрівна Ястремська (нар. 15 травня 2000, Одеса) — українська тенісистка.
На юніорському рівні досягала шостої сходинки світового рейтингу, була фіналісткою Вімблдонського турніру 2016 року серед дівчат в одиночному розряді, та фіналісткою Відкритого чемпіонату Австралії 2016 року в парному розряді.
На дорослому рівні дебют Даяни в турнірах WTA відбувся 2016 року на Istanbul Cup. Наступного року на цьому ж турнірі вона здобула свою першу перемогу, здолавши в першому колі Андреу Петкович.
У липні 2018 року Ястремська піднялася в першу сотню рейтингу тенісисток, першою із тих, хто народився у 2000-х роках.
14 жовтня того ж року вона здобула свій перший титул в WTA турі, вигравши Відкритий чемпіонат Гонконгу з тенісу

## Біографія
Народилася 15 травня 2000 року в Одесі. Займатися тенісом почала в 5-річному віці, на корт Даяну привів її дідусь — Іван Ястремський, колишній начальник Приморського райвідділу міліції. Першими тренерами були Едуард Макаров, Вікторія та Валерій Кутузови, Жан-Рене Ліснар. В 7 років виграла свій перший дитячий титул. У 2012 році посіла друге місце на престижному дитячому турнірі Junior Orange Bowl в США. Чемпіонка України серед дітей до 12 років.

### Допінг
2020 року була дискваліфікована через звинувачення у прийманні допінгу. На той момент вона була 37-ю ракеткою світу. Ястремська оскаржувала дискваліфікацію двічі в ITF і двічі в Спортивному арбітражному суді в Лозанні. Урешті-решт у червні 2021 року її визнали невинною в умисному вживанні допінгу і дозволили повернутися до великого тенісу.

## Юніорські досягнення
Влітку 2015 року Даяна Ястремська в парі зі співвітчизницею Анастасією Зарицькою перемогла на юнацькому турнірі другої категорії в Будайорші, Угорщина. На наступному турнірі, у Будапешті, напарниці зустрілися між собою у фіналі — Даяна виявилася сильнішою і здобула свій перший юніорський одиночний титул.
Наступного року дівчата в парному розряді дійшли до фіналу юніорського Australian Open, де поступилися російсько-словацькому дуету Галина Калінська/Тереза Мігалікова, в одиночному розряді Даяна зупинилася на стадії чвертьфіналів. В березні 2016 року на турнірі в бразильському Порту-Алегрі Ястремська дійшла до півфіналу, де поступилася Аманді Анісімовій, але здобула парний титул з угоркою Панною Удварді. На Вімблдонському турнірі Даяна пробилася до фіналу юніорських змагань, де поступилася росіянці Анастасії Потаповій.

## ITF-тур
Даяна Ястремська дебютувала на дорослому рівні 25 лютого 2015 року на турнірі ITF в єгипетському Шарм-еш-Шейху з перемоги над іспанкою Нурією Паррізас-Діас, на той час 370-ю у світовому рейтингу. Попри поразку в наступному раунді, цей виступ приніс їй перше рейтингове очко та 196$ призових. На наступному турнірі, в тому самому місті, пройшовши кваліфікацію, Даяна сенсаційно дійшла до півфіналу, де поступилася чешці Маркеті Вондрушовій (7-6(4), 3-6, 5-7). Перший титул дорослого тенісу дістався Ястремській вже наступного року — на турнірі в бразильському Кампінасі. У фіналі перед Даяною, яка на той час посідала 1077-й рядок світового рейтингу, не встояла 157-ма француженка Алізе Лім (6-4, 6-4). Здобутий 51 рейтинговий пункт дозволив юній українці увірватися до топ-500 кращих тенісисток світу.
Подальші успіхи відбулися в парному розряді. На початку 2017 року, разом з білорускою Вірою Лапко Даяна перемогла в Москві, потім, в парі з росіянкою Олесею Первушиною — в італійському Санта-Маргеріта де Пула. У липні, у парі з росіянкою Анастасією Потаповою, — титул в Празі. У вересні Даяна Ястремська впевнено здолала українку Катерину Завацьку у фіналі турніру в угорському Дунакесі (6-0, 6-1). Через два тижні в Санкт-Петербурзі Даяна дісталася до фіналу, де поступилася швейцарці Белінді Бенчич (2-6, 3-6).
2018 року Ястремська тричі грала у фіналах ITF туру: в травні поступилася представниці Швеції Ребеці Петерсон (4-6, 5-7) у французькому Кань-сюр-Мер, в червні — чешці Терезі Смітковій (6:7(2), 6:3, 6:7(4)) на турнірі в британському Ілклі, нарешті в липні здобула титул у Римі, перемігши Анастасію Потапову (6-1, 6-0), після чого зосередилася на виступі в WTA турі.

## WTA

### 2016—2018, дебют та перший титул
18 квітня 2016 року Даяна Ястремська дебютувала у найпрестижнішому турі світового тенісу на Istanbul Cup поступившись в першому раунді японці Нао Хібіно (2-6, 6-4, 6-3). До кінця року вона спробувала свої сили ще на двох турнірах — Tashkent Open та Engie Open de Limoges, але на обох вилетіла в перших раундах.
Першу перемогу на турнірі WTA Даяна здобула на Istanbul Cup над німкенею Андреа Петкович (3-6, 6-0, 6-3). На цьому турнірі Даяна стала першою тенісисткою 2000 року народження, якій вдалося вийти у чвертьфінал турніру WTA, але там вона поступилася словачці Яні Чепеловій (2-6, 7-6(4), 6-4). Решта турнірів цієї серії закінчилися для Ястремської поразками у кваліфікації, і тільки на Aegon Open Nottingham вдалося пробитися до основної сітки, де Даяна поступилася словачці Магдалені Рибариковій (1-6, 2-6).
Наступного сезону Даяна Ястремська дебютувала на Australian Open, однак вилетіла вже в другому раунді кваліфікації. У лютому Даяні вдалося пробитися до основної сітки Abierto Mexicano Telcel, але травма не дозволила їй закінчити матч першого кола. На Вімблдоні Ястремська знову зупинилася в другому колі кваліфікаційного турніру. У серпні 2018 року Даяна пробилася до основної сітки турніру серії WTA Premier Connecticut Open де в другому колі вперше зустрілася з тенісисткою з топ-10 світового рейтингу Юлією Гергес і навіть виграла в неї один сет, однак поступилася в підсумку з рахунком 4-6, 6-3, 4-6. Цей успіх дав Ястремській змогу увійти до першої сотні жіночого світового рейтингу та дебютувати в основній сітці мейджора. Однак у першому колі US Open вона без бою поступилася чешці Кароліні Муховій, яка посідала на той час 202 сходинку світового рейтингу WTA.
У вересні 2018 року Даяна Ястремська вийшла до основної сітки турніру WTA Premier Mandatory China Open, однак поступилася в першому колі китаянці Чжен Сайсай (4:6, 3:6). А вже в наступному змаганні — Hong Kong Tennis Open вона здобула перший титул WTA, перемігши у фіналі 24-ту ракетку світу, китаянку Ван Цян. Протягом турніру Даяна не віддала своїм суперницям жодного сету і встановила рекорд України, здобувши титул у віці 18 років і 4 місяці. На хвилі успіху Ястремська дісталася півфіналу BGL Luxembourg Open, де в напруженій боротьбі поступилася швейцарці Белінді Бенчич (2:6, 6:3, 6:7) і закінчила сезон на 58-ю ракеткою світу, очоливши рейтинг тенісисток віком до 20 років.

### З 2018
У червні 2021 року Ястремську було кваліфіковано для участі в Олімпійських іграх у складі національної команди України з тенісу. Разом із нею в команду було включено Надію Кіченок, Людмилу Кіченок, Еліну Світоліну, Марту Костюк.

## Значні фінали

### Прем'єрні обов'язкові та з чільних п'яти

#### Пари: 1 фінал
| Результат | Рік  | Турнір     | Поверхня | Партнерка       | Супротивниці                    | Рахунок               |
| --------- | ---- | ---------- | -------- | --------------- | ------------------------------- | --------------------- |
| Поразка   | 2019 | China Open | Хард     | Олена Остапенко | Софія Кенін Бетані Маттек-Сендс | 3–6, 7–6(7–5), [7–10] |

## Фінали турнірів WTA

### Одиночний розряд: 7 (3 титули)
| Результат | В–П | Дата          | Турнір                                    | Категорія   | Покриття   | Супротивниця          | Рахунок            |
| --------- | --- | ------------- | ----------------------------------------- | ----------- | ---------- | --------------------- | ------------------ |
| Перемога  | 1–0 | Жовтень 2018  | Hong Kong Tennis Open, Гонконг            | Міжнародний | Тверде     | Ван Цян               | 6–2, 6–1           |
| Перемога  | 2–0 | Лютий 2019    | Hua Hin Championships, Таїланд            | Міжнародний | Тверде     | Айла Томлянович       | 6–2, 2–6, 7–6(7–3) |
| Перемога  | 3–0 | Травень 2019  | Internationaux de Strasbourg, Франція     | Міжнародний | Ґрунт      | Каролін Гарсія        | 6–4, 5–7, 7–6(7–3) |
| Поразка   | 3–1 | Січень 2020   | Adelaide International, Австралія         | Прем'єрний  | Хард       | Ешлі Барті            | 2–6, 5–7           |
| Поразка   | 3–2 | Березень 2022 | WTA Lyon Open, Франція                    | WTA 250     | Хард       | Чжан Шуай             | 6–3, 3–6, 4–6      |
| Поразка   | 3–3 | Лютий 2025    | Upper Austria Ladies Linz                 | WTA 500     | Тверде (i) | Катерина Олександрова | 6–2, 3–6, 7–5      |
| Поразка   | 3–4 | Чер 2025      | Nottingham Open, Велика Британія (острів) | WTA 250     | Трава      | Маккартні Кесслер     | 6–4, 7–5           |

### Пари: 1 фінал
| Результат | В–П | Дата     | Турнір          | Категорія               | Поверхня | Партнерка       | Супротивниці                    | Рахунок               |
| --------- | --- | -------- | --------------- | ----------------------- | -------- | --------------- | ------------------------------- | --------------------- |
| Поразка   | 0–1 | Вер 2019 | China Open, КНР | Прем'єрний обов'язковий | Хард     | Олена Остапенко | Софія Кенін Бетані Маттек-Сендс | 3–6, 7–6(7–5), [7–10] |

## Фінали турнірів Великого шолома серед дівчат

### Одиночний розряд
| Результат | Рік  | Турнір               | Поверхня | Супротивниця       | Рахунок  |
| --------- | ---- | -------------------- | -------- | ------------------ | -------- |
| Поразка   | 2016 | Вімблдонський турнір | Трава    | Анастасія Потапова | 4–6, 3–6 |

### Парний розряд
| Результат | Рік  | Турнір          | Поверхня | Партнерка          | Супротивниці                      | Рахунок  |
| --------- | ---- | --------------- | -------- | ------------------ | --------------------------------- | -------- |
| Поразка   | 2016 | Australian Open | Хард     | Анастасія Зарицька | Ганна Калінська Тереза Мігалікова | 1–6, 1–6 |

## Перемоги проти тенісисток з топ-10 WTA
| №    | Опонентка           | Ранг | Турнір            | Покриття | Етап     | Рахунок       | РЕС  |
| ---- | ------------------- | ---- | ----------------- | -------- | -------- | ------------- | ---- |
| 2019 |                     |      |                   |          |          |               |      |
| 1.   | Кароліна Плішкова   | № 2  | Wuhan Open, Китай | Тверде   | 3й раунд | 6–1, 6–4      | № 27 |
| 2020 |                     |      |                   |          |          |               |      |
| 2.   | Софія Кенін         | 5    | Qatar Open, Катар | Тверде   | 2р       | 6–3, 7–6(7–4) | 25   |
| 2022 |                     |      |                   |          |          |               |      |
| 3.   | Барбора Крейчикова  | 3    | 2022, ОАЕ         | Тверде   | 2р       | 6–3, 7–6(7–3) | 146  |
| 2024 |                     |      |                   |          |          |               |      |
| 4.   | Маркета Вондроушова | 7    | 2024, Австралія   | Тверде   | 1р       | 6–1, 6–2      | 96   |